# アメリカ議会図書館
アメリカ議会図書館（アメリカぎかいとしょかん、英語: Library of Congress、略称: LC）は、アメリカ合衆国の事実上の国立図書館。蔵書数・予算額・職員数全ての点で世界最大規模の図書館である。

## 概要

紋章

- 所蔵品の点数は数千万冊の書籍や各種資料など1億点を超える[2]。

- 合衆国連邦政府の立法府（アメリカ合衆国議会）に属する機関であり、1800年に首都ワシントンD.C.に設立された。

- 日本の国立国会図書館は、戦後占領時代の1948年に、アメリカ文化使節団の勧告により、このアメリカ議会図書館をモデルとして造られた。

## 歴史
1800年4月24日に合衆国議会の図書室として発足した。当初、蔵書は政治に直接関係するものが中心だったが、米英戦争中の1814年、
ワシントン焼き討ちによって焼失。1815年に議会は、6487点を所蔵する元大統領トーマス・ジェファーソンの個人図書館を買い上げ、蔵書数は発足当初の2倍となり、蔵書の種類も広がった。図書館は1851年の火災で再び焼失したものの、その後、規模は次第に大きくなり、政府の各機関や一般へのサービスも充実した。1897年には蔵書が多くなりすぎたため、アメリカ合衆国議会議事堂近くの新しいビルへ移転した。
その後、1899年から1939年まで40年にわたって館長を務めたハーバート・パトナムの時代に議会図書館はめざましい発展を遂げ、世界中から膨大な資料を集めた世界最大の図書館に成長した。第二次世界大戦後にも更なる膨張を続け、1970年には図書館の内局として連邦議会のための調査機関である議会調査局を発足させた。
20世紀末から21世紀初頭にかけては1987年就任のビリントン館長のもと、急速に発達したインターネット技術を背景とする電子図書館事業を推進している。

## 議会図書館の業務
議会図書館の業務は、基本的には他の図書館と同じであり、文献の収集、分類整理、閲覧、調査、レファレンス回答などである。図書館の財源は議会から支給される。

### 資料の収集・保存
議会図書館の収集における大きな特色は、国立図書館に国内刊行物を網羅的に収集するための納本制度が著作権登録制度とくみあわされている点がある。著作権法により、アメリカ合衆国では全ての著作物は議会図書館の内部部局で連邦の著作権行政をつかさどる著作権局に2部を納本することが定められている。納本された著作物は著作権局で登記され、著作権登録が行われる仕組みになっており、同図書館には国内の文献がほぼ自動的に集まってくるようになっている。個人からの寄付・贈与も受け付ける。
国外の資料収集にも力を入れており、現在所蔵する図書は470言語にわたっている。国外資料の収集では、東京をはじめ特にアジア、アフリカ地域数か所に事務所を置き職員を常駐させている。また資料の寄贈や国内外の図書館・研究機関との交換による収集の比重も大きく、特に研究機関との出版物の交換は国際間の交流の活発化に伴い増加が著しい。
2800万冊以上の図書資料の他にも、ワシントン大統領やクーリッジ大統領の書簡を含む原稿類、地図、新聞、楽譜、マイクロフィルム、映画、写真、レコード、版画、絵画など様々な資料を多岐にわたって収集、所蔵している点も大きな特色である。
2001年1月21日にビル・クリントン大統領がカリフォルニア工科大学で、国家ナノテクノロジー・イニシアティブ(NNI)に関する演説においていくつかの具体的目標を発表した中で目標の1つとしてあげられたのは、「議会図書館の蔵書全てを角砂糖1個分のメモリに収容する」ことだったが、これは議会図書館の蔵書がそれほどに膨大であることを示している。

### 貴重な所蔵品
- ヘンデルのオラトリオ「メサイア」の歌詞の初版
- グーテンベルクの印刷した『グーテンベルク聖書』（完全な形で現存する21部のうちの1部）
- ブレイディが撮影した南北戦争の写真

など

### 図書館サービス
議会に置かれた図書館としての機能の中核を担うのが議会調査局であり、連邦議会両院のための資料提供、レファレンス回答から独自の調査研究まで様々な情報サービスを提供している。
一般の利用者に対する資料の提供は、館内の閲覧室の他、各地域の図書館からも間接的に受けることができ、アメリカ国内の図書館相互貸借制度の維持、印刷物・資料・写真の複写、図書館での音楽番組の放映、詩や民族音楽のレコーディング、蔵書の公開なども行っている。障害のある人へのサービスとしては、143の地域の図書館を通して点字図書や録音図書を提供している。
議会図書館では膨大な蔵書に対応するための図書分類法である「米国議会図書館分類法(LCC)」を独自に考案し、これに基づき目録を作成している。議会図書館の目録は、著作権登録制度にもとづいて収集された網羅的コレクションがもとにされているため、同館の作成した書誌データは非常に利用価値が高い。議会図書館はこの自館作成の書誌データをカード目録や機械式の目録として世界中の図書館に頒布し、図書館間の書誌データの統一に大きく貢献している。
アメリカやカナダの学術図書館の協力により、各図書館における蔵書の所在状況を記録した「全国総合目録」を編纂しており、全国的な図書情報交換の中核となっている。
1970年以降、これらの目録、書誌情報は機械式のデータベースとして整備され、コンピュータネットワークを通じて世界中からアクセスできるようになった。1993年の統計では、ネットワークを通じて、100か国以上、約2000万人の利用者に、35種類のデータベースの中から2600万件の情報提供を行なった。
1990年代以降はインターネットの普及・発展にともなって、議会図書館はネットワークを通じた情報提供にさらに力を入れるようになった。現在では目録データベースはインターネットで提供されて世界中の多くの人々に利用されている。またCongress.govでは、議会の図書館の基幹業務としてアメリカの立法に関する様々な情報をインターネットを通じて提供したり（旧THOMAS (データベース)）、一国の文化の中枢を担う国立図書館としてアメリカの歴史に関するパブリックドメインの画像、ドキュメント、音声、映像を提供している（旧アメリカン・メモリー）。

## 組織
連邦議会ライブラリアン (Librarian of Congress) の肩書きを持つ館長 (Librarian) は、議会の助言と同意のもとに大統領から指名される。歴代の館長の多くは議会サービスや行政のベテランよりもむしろ、図書館界の指導者や優れた文化人、学者から選ばれる傾向が強く、例えば1987年から2015年まで館長を務めたジェームズ・ビリントンは著名なロシア史研究者である。
館長、および副館長 (Deputy Librarian)のもとに議会図書館を構成する部門としては、議会に対する情報サービスを担う議会調査局 (Congressional Research Service)、著作権法に定められた著作権登録を行うアメリカ合衆国著作権局 (Copyright Office)、法律専門の図書館部門である法律図書館 (Law Library)、一般利用者に対するサービスを担当する図書館サービス (Library Service)、電子図書館サービスを企画運営する戦略企画局 (Office of Strategic Initiatives)、および組織管理を行う館長公室 (Office of Librarian) があり、各部門の長によって館の最高意志決定機関である執行委員会 (Executive Committee) が組織されている。
施設は、主にワシントンの連邦議会に隣接して3棟のビルを使用しており、全館に勤務する職員の総数は4000人を越える。施設の中心となる本館は1897年開館で100年以上の歴史を持ち、1980年より議会図書館の成立に大きな影響を与えたジェファーソン元大統領の名をとって「トーマス・ジェファーソン・ビルディング（ジェファーソンビル）」と呼ばれている。アダムスビル、マディソンビルと称される残るふたつの別館とも地下道で結ばれており、単一の図書館施設としても世界最大である。

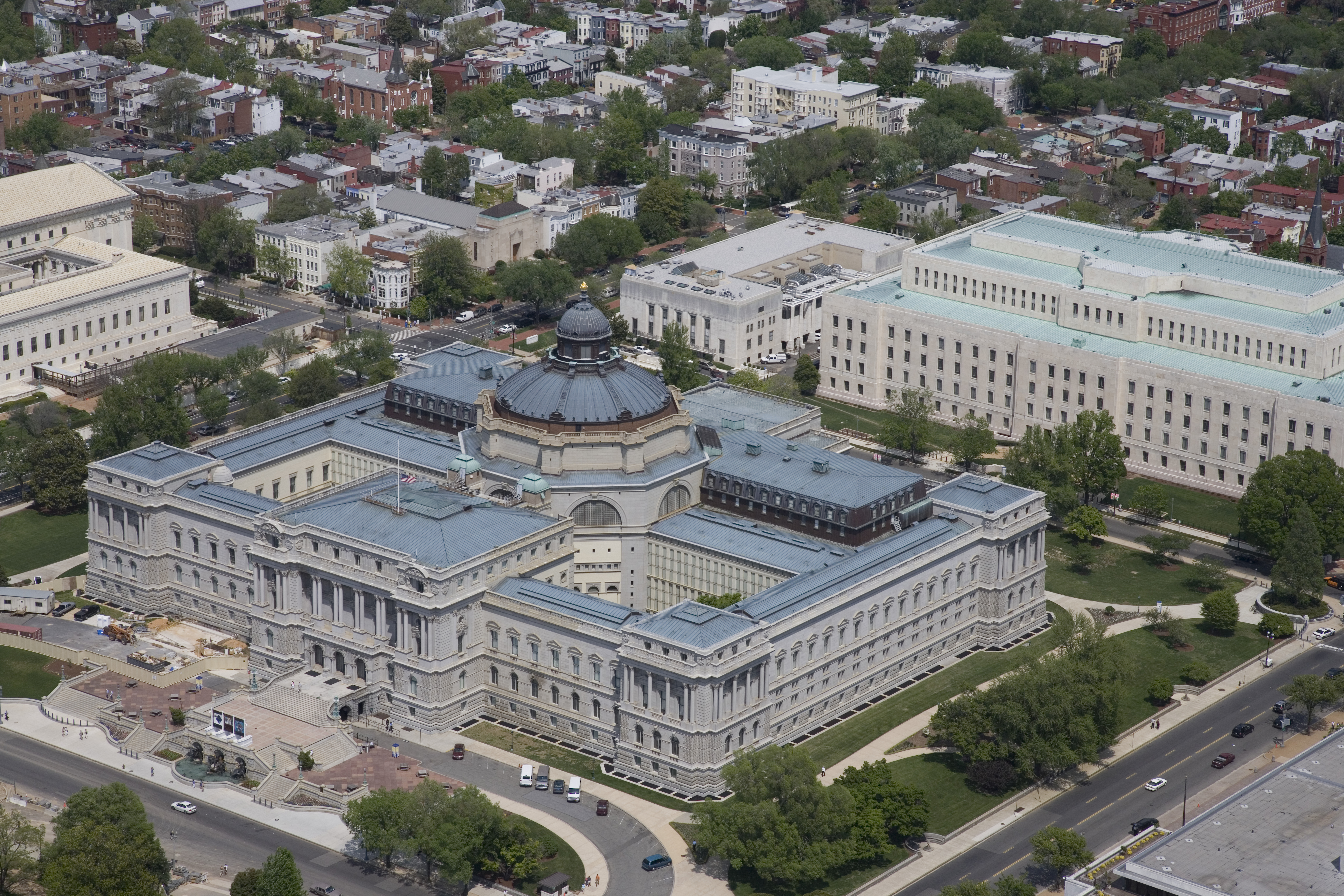
トーマス・ジェファーソン・ビルディング
James Madison Memorial Building
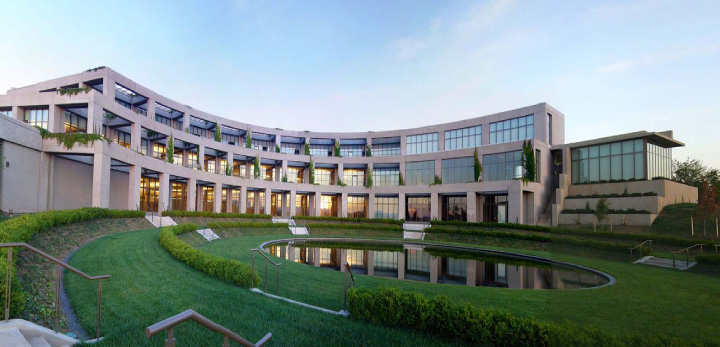
National Audio-Visual Conservation Center

### 歴代館長
- John J. Beckley（1802年 - 1807年）
- Patrick Magruder（1807年 - 1815年）
- George Watterston（1815年 - 1829年）
- John Silva Meehan（1829年 - 1861年）
- John Gould Stephenson（1861年 - 1864年）
- Ainsworth Rand Spofford（1864年 - 1897年）
- John Russell Young（1897年 - 1899年）
- Herbert Putnam（1899年 - 1939年）
- アーチボルト・マクリーシュ（1939年 - 1944年）
- Luther H. Evans（1945年 - 1953年）
- Lawrence Quincy Mumford（1954年 - 1974年）
- ダニエル・J・ブーアスティン（1975年 - 1987年）
- ジェームズ・H・ビリントン（1987年 - 2015年）
- David S. Mao（2015年 - 2016年）
- カーラ・ヘイデン（Carla Diane Hayden）（2016年 - ）